# Chenopodium pallidicaule
Chenopodium pallidicaule, de nombre común cañahua, cañihua o kañiwa (del quechua: qañiwa), es una especie del género Chenopodium similar en su composición a la quinua. Es nativa de la región andina con más de 200 variedades y se cultiva en el Altiplano andino, especialmente en Perú y Bolivia, desde hace milenios. Entre sus características específicas se encuentra la especial tolerancia a las condiciones específicas de alta montaña, el alto contenido en proteínas y fibra dietética y rico contenido fenólico. Es especialmente resistente a sequías e inundaciones. 

## Descripción
Es una herbácea, anual de 20 a 90 cm de altura, muy ramificada. Presenta tallos, hojas e inflorescencias cubiertas de vesículas blancas a rosáceas.

## Distribución y hábitat
Se ha distribuido ancestralmente en los Andes de Bolivia y Perú. En el sitio de La Barca en el departamento de Oruro, Bolivia, se han encontrado evidencias bioarqueológicas del siglo XIII a. C.
Se cultiva entre los 3600 a 4500 m s. n. m.

## Taxonomía
Chenopodium pallidicaule fue descrita por Paul Aellen y publicado en Repertorium Specierum Novarum Regni Vegetabilis 26: 126. 1929
Etimología
Chenopodium: nombre genérico que deriva de la particular forma de las hojas similares a las patas de ganso: del griego "chen" = (ganso) y "pous" = (pie) o "podion" = (pie pequeño).
pallidicaule: epíteto latino que significa "tallo pálido".
Sinonimia
- Chenopodium canihua O.F.Cook
- Chenopodium pallidicaule f. melanospermum Hunz.
- Chenopodium pallidicaule f. purpureum Aellen[6]

## Importancia económica y cultural

### Propiedades nutricionales
Se trata de un grano andino tanto o más potente que la quinua como alimento pero escasamente conocido más allá  de las comunidades de cultivo y los mercados locales.
Tiene importantes características benéficas que incluyen una tolerancia a las condiciones de alta montaña, su contenido de alta proteína en sus granos, así como su importante actividad antioxidante y contenido de compuestos fenólicos, sumado a la poca presencia de saponinas las cuales causan dificultades y complicaciones para el uso de quinua.
Algunas de los aminoácidos identificados en los granos de cañihua son: fenilalanina, 
triptófano, metionina, leucina, isoleucina, valina, lisina, teonina, arginina e histidina.
Su domesticación todavía no es amplia debido a la falta de uniformidad de la madurez de sus granos, algo que limita la producción.[cita requerida]
El grano, cultivado en Bolivia de modo biológico, ha sido requerido en 2017 por la NASA, que realiza con él barras energéticas y galletas.

### Consumo local
En Bolivia los departamentos productores tradicionales de este grano son: La Paz, Oruro, Cochabamba y Potosí.
La cañahua es utilizada por las comunidades andinas en su forma básica como grano tostado, o de pito, harina del grano tostado en olla de barro, a partir de esta base se elaboran diferentes preparaciones, entre las que se encuentran: refresco de pito, la kispiña o galleta, el pesque, la sopa de granos y el piri. Adicionalmente se le atribuyen propiedades curativas.
Datos de 2008 refieren que en Bolivia se produjeron 22 toneladas métricas de pito de cañahua en el Departamento de La Paz.
A partir de los años 2000 el pito de cañahua fue incorporado entre los alimentos del subsidio para madres gestantes e infantes por el Gobierno de Bolivia.
Las hojas de la planta se usan tradicionalmente para alimentar al ganado.

## Banco de germoplasma
Por lo menos se conservan 380 accesiones, en colecciones de germoplasma, en las Estaciones Experimentales INIA de Camacani y de Illpa (Puno), en la Universidad San Antonio Abad en K'ayra (Cusco) en el Perú, y en la de Patacamaya (IBTA, Bolivia).